# Il mostro di Capri
Il mostro di Capri è un romanzo di Diego Lama del 2022 con protagonista il commissario Veneruso pubblicato da Arnoldo Mondadori Editore.

## Trama
Napoli e Capri (Italia), giugno 1884. Il romanzo si articola su due vicende che si svolgono in tempi sfalsati. Su primo fronte seguiamo la storia di quattro bambine uccise a Napoli, mentre nell'altro assistiamo a una serie di delitti effettuati a Capri.
Il commissario Veneruso, amareggiato dal caso delle bambine napoletane uccise (il cui ricordo lo tormenterà per l'intera vicenda, consentendo al lettore di approfondire il giallo napoletano), si lascia convincere a partire per una missione apparentemente semplice: scortare un brigante arrestato sull'isola e condurlo a Napoli. La vicenda però si complica subito, già sul battello, all'andato, quando Veneruso inizia a conoscere una serie di compagni di viaggio che poi animeranno l'intera vicenda caprese. Oltre al suo consueto cattivo umore, il commissario si porta con sé anche una vera tempesta che lo costringe a restare a Capri, come in una grande prigione, assieme a tutti gli altri personaggi, sospettati e vittime. La notte del suo arrivo viene effettuato il primo omicidio, seguito da altri.
Parallelamente il commissario - afflitto dai suoi rimorsi e dalle sue turbe (a volte penose, a volte ridicole) - incontra molti personaggi, tra cui anche alcuni realmente esistiti come Oscar Wilde, Vladimir Lenin, Jacques d'Adelswärd-Fersen e Friedrich Alfred Krupp. Dopo quattro giorni di indagini, aiutato dal suo agente Salvo Serra, Veneruso, seguendo il suo istinto privo di ragionamento elegante, viene a capo di tutti i misteri.

## Struttura
Il romanzo è suddiviso in 12 capitoli (Partenza, Viaggio, Arrivo, Fortuna, Giustizia, Veglia, Camilla, Caverna, Ritorno, Serena, Libertà e Mostro), ciascuno corrispondente a una parte del giorno (Partenza/Mattina, Viaggio/Pomeriggio, Arrivo/Sera, Fortuna/Mattina, Giustizia/Pomeriggio, e così via) e corrispondente al tempo complessivo delle azioni raccontate.
Ogni capitolo è diviso in 5 paragrafi, e ai 12 capitoli si aggiungono un Prologo di apertura, un Epilogo di chiusura e una serie di Interludi intermedi che raccontano una vicenda precedente all'indagine caprese anche se collegata a quella principale. Infine vi è un'ultima sezione, denominata Note dell'autore, dove vengono dati chiarimenti storici e ulteriori annotazione su personaggi, fatti e i luoghi citati nel romanzo.

## Edizione
- Diego Lama, Il mostro di Capri. Un'indagine del commissario Veneruso, Il giallo Mondadori, Mondadori, 7 giugno 2022,  p. 424, ISBN 9788804751212.